# Pflastergasse 11 (Weißenburg)

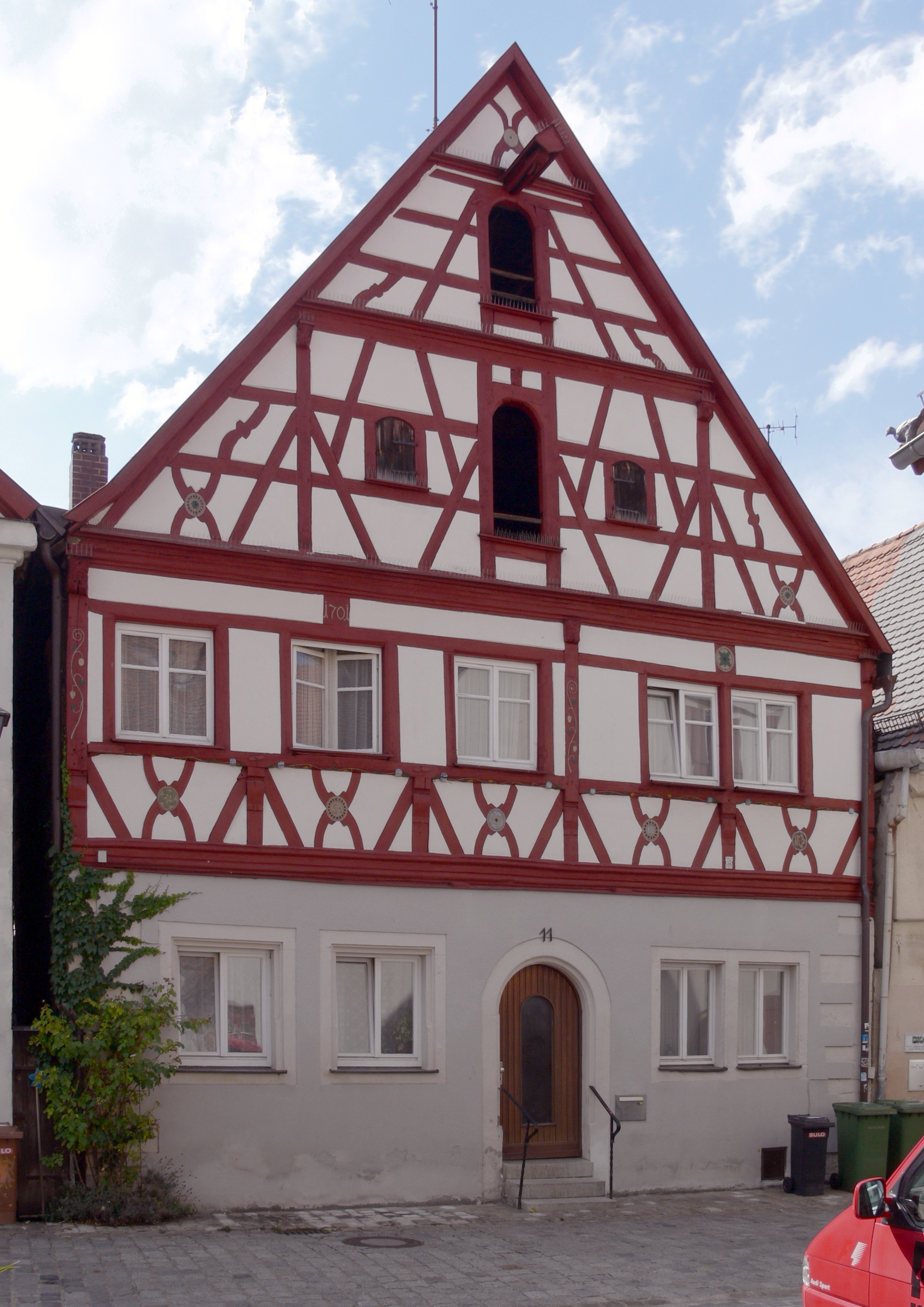
Das Gebäude im Juli 2012

Das Haus an der Pflastergasse 11 ist ein Bürgerhaus in Weißenburg in Bayern. Das Gebäude ist unter der Denkmalnummer D-5-77-177-340 als Baudenkmal in die Bayerische Denkmalliste eingetragen.
Das Bauwerk steht innerhalb der denkmalgeschützten Altstadt auf einer Höhe von 424 Metern über NHN.
Das zweigeschossige, giebelständige Haus mit Satteldach aus dem Jahre 1701 hat ein Fachwerkobergeschoss. Im 17./18. Jahrhundert entstanden in Weißenburg viele Fachwerkhäuser, wie auch dieser hier. Allerdings wurde dieses Gebäude nie verputzt und zeigt daher für Weißenburg seltene, gut erhaltene Zierelemente mit originalen Farb- und Schnitzornamenten, wovon einige später hinzugefügt wurden.